# Súplica de Daniel el Presoner

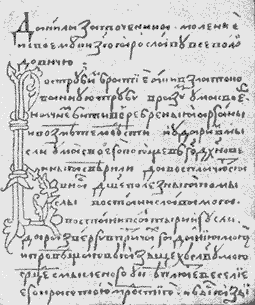
Manuscrit de la «Súplica de Daniel el Presoner». Segle XV

La «Súplica de Daniel el Presoner», rus: Моление Даниила Заточника Molenie Daniïla Zatótxnika, és un monument de l'antiga literatura russa del segle xiii. Està escrit com una apel·lació al príncep Iaroslav Vsévolodovitx de Pereiàslavl-Súzdal en el període de 1213 a 1236 (d'acord amb Vassili Istrín).
Alguns investigadors creuen que la Súplica..... és la primera experiència periodística de l'antiga noblesa russa. Per l'estil, la Súplica.... és una barreja de cites bíbliques, cròniques i elements satírics, dirigits contra els boiars i el clergat. Daniel es descriu a si mateix com un home que va caure en desgràcia i va ser empresonat per la seva lluita activa contra l'arbitrarietat dels boiars, l'exposició de les activitats perjudicials dels monjos i la crítica dels costums de les dones.
Dmitri Likhatxov és de l'opinió que l'autor de la Súplica.... no provenia de les classes socials més altes.Amb tot i això, el seu llenguatge és ric i viu, fet que també apunta a l'àmplia erudició de l'autor del text. El narrador coneix les Escriptures, i la literatura bizantina i algunes cròniques i col·leccions populars d'aforismes, que cita amb especial interès. En funció dels temes tractats en el paràgraf parla de manera col·loquial, de vegades vulgar i recorda a l'estil d'humor popular o estil sublim que imita les cròniques.